# Joanna Hausmann
Joanna Hausmann (Royal Leamington Spa, Inglaterra; 20 de marzo de 1989) es una actriz, comediante y escritora venezolana estadounidense, quien ha ganado popularidad a través de sus vídeos cómicos en Youtube así como en la plataforma bilingüe de Univision, Flama. Siendo una inmigrante a los Estados Unidos, también tiene nacionalidad estadounidense.

## Carrera
Su serie digital Joanna Rants intenta hacer un puente a las brechas biculturales y retos de estereotipos a través de humor. Emprende una variedad de temas como explicar los diferentes acentos de la lengua española a través de Latinoamérica, y comparar las aduanas y la política de Estados Unidos y Latinoamérica. Es una intérprete en El Teatro de Brigada de Ciudadanos Íntegro en la ciudad de Nueva York y una crítica vocal de Nicolás Maduro en su Venezuela nativa.
Joanna es una corresponsal en la serie de Netflix Bill Nye salva al mundo la cual fue estrenada el 21 de abril de 2017.
Ella ganó ambos premios de comedia en el año 2016, creadora del año en los premios Tecla hispanizados 2016 y fue nominada para Mejor Serie de Humor de los Premios Shorty .

## Vida personal
Joanna es la hija del economista de la Universidad de Harvard, Ricardo Hausmann y de la periodista Ana Julia Jatar.

## Reconocimientos
| Organización | Tipo                   | Galardón             | Razón |
| ------------ | ---------------------- | -------------------- | --- |
| YouTube      | YouTube Creator Awards | Silver Creator Award | Otorgado a los creadores que obtienen la cantidad de 100 000 (cien mil) suscriptores en su canal de YouTube. |